# Clubiona giulianetti
Clubiona giulianetti este o specie de păianjeni din genul Clubiona, familia Clubionidae, descrisă de Rainbow, 1898. Conform Catalogue of Life specia Clubiona giulianetti nu are subspecii cunoscute.